# Castell de Querroig
Das Castell de Querroig ist die Ruine einer mittelalterlichen Höhenburg aus dem 10. Jahrhundert, die auf dem an der französisch-spanischen Staatsgrenze gelegenen Puig de Querroig in 672 Meter Höhe  errichtet wurde. 

## Lage
Am Puig de Querroig treffen sich drei Gemeinden: die nordkatalanische Gemeinde Portbou des Alt Empordà sowie die beiden südfranzösischen Gemeinden Banyuls-sur-Mer und Cerbère des Roussillon (Département Pyrénées-Orientales). Der Hauptteil der zerstörten Burganlage im Norden befindet sich auf französischer Seite und gehört zu Banyuls-sur-Mer und Cerbère. Der Rundturm berührt gerade noch die katalanische Seite. Der Zugang zur Ruine erfolgt über einen Forstweg, der am Coll dels Belitres beginnt und dem Bergrücken nach Westen folgt, wobei die beiden Pässe Coll del Frare und Coll de Rumpissar überquert werden.

## Geschichte
Der Puig de Querroig wird geschichtlich erstmals im Jahre 981 als Podium Cariorubio erwähnt. Er war damals im Besitz des Grafen Gausfred I. Über die Burganlage selbst ist nichts weiter bekannt, ihr Baubeginn dürfte aber ins 10. Jahrhundert zurückgehen. Dem Baustil der Mauerreste nach zu urteilen stammt die Anlage aus dem 10. und 11. Jahrhundert. Im Jahr 1385 ist die Anlage als Castrum de Carroia dokumentarisch festgehalten. Im 14. und 15. Jahrhundert wurde dann auf der mittlerweile wieder zerfallenen Burganlage ein Wachturm errichtet, der Torre de Querroig.

## Beschreibung

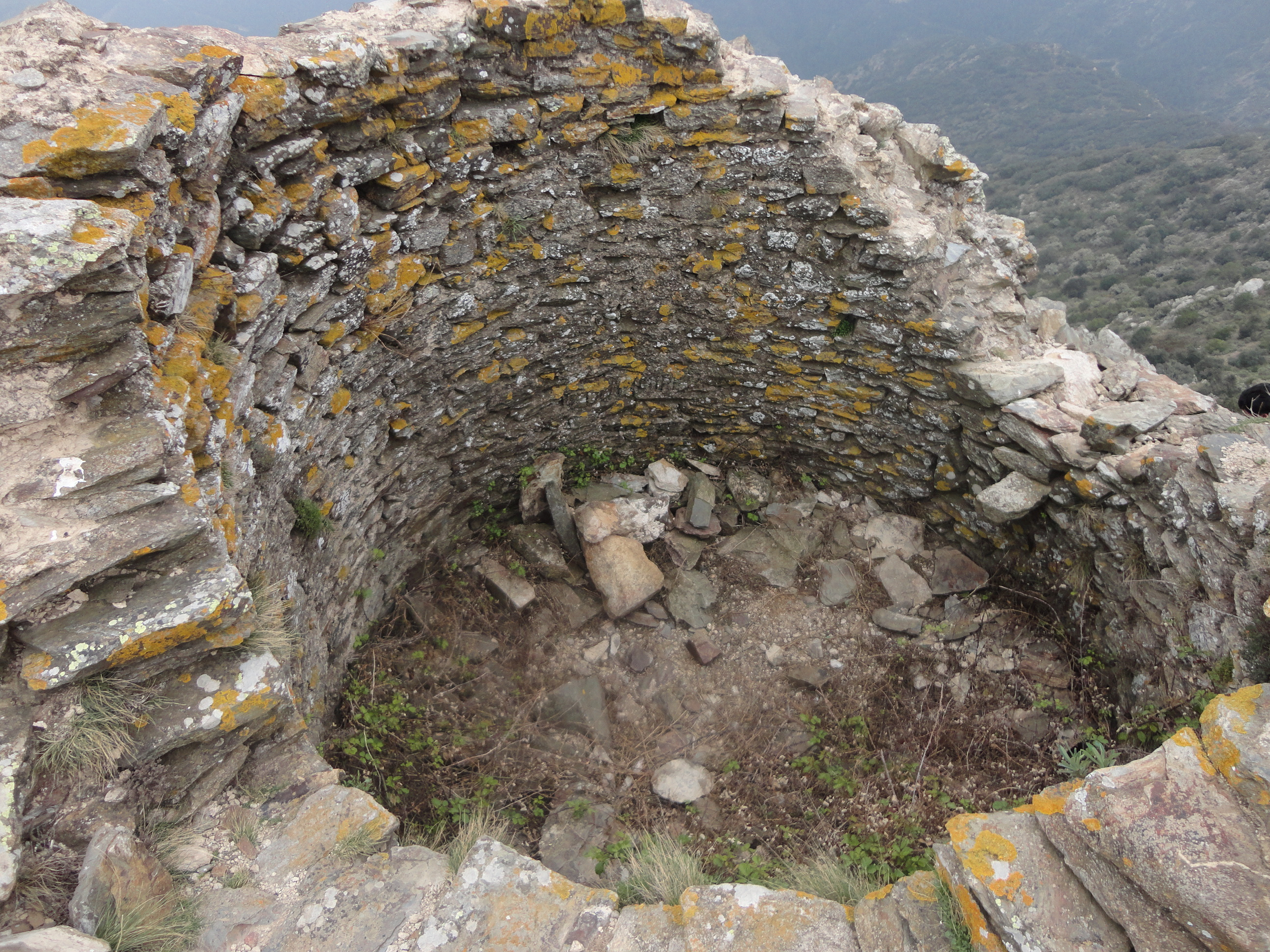
Der runde Wachturm

Die Burgruine Castell de Querroig ist ein Bauwerk mit eigenartigem Grundriss und geschwungenem Mauerverlauf. Es kann ins 10. bis 11. Jahrhundert datiert werden. Mauerreste deuten darauf hin, dass der Mauerverlauf sich geschickt der Geomorphologie der Gipfelregion anpasste. In der Mitte des Bauwerks befand sich offensichtlich ein großer rechteckiger Turm.
Die Mauern sind von unterschiedlicher Höhe, bis zu 5,0 Meter im Osten, wohingegen sie an anderen Stellen über die Basis nicht hinausragen. In einem sehr dicken Mauerabschnitt sind mehrere hohe, enge Schießscharten zu erkennen. Die Mauern wurden mit plattigen Schiefern errichtet, die dem Anstehenden (Grünschiefer aus der Chloritzone des Albères-Massivs) stammen. Die Schiefer wurden recht grob zu kleineren Bausteinen behauen und dann unregelmäßig eingesetzt, was einen rustikalen Stil erzeugt. Werksteine, die beispielsweise an den Schießscharten verbaut wurden, bestehen teils aus Granit, der sich durch seine helle Färbung vom restlichen Mauerwerk abhebt.
Der mittlerweile ebenfalls zerfallene Wachturm wurde auf den Ruinen der Vorgängeranlage errichtet. Er sitzt dem ehemaligen rechteckigen Turm und der Außenmauer auf. Es handelt sich um eine zylindrische Konstruktion, die mit vermörtelten grobschlächtigen Steinen erbaut wurde. Der Turm erreicht eine Höhe von etwa 7,0 Metern, seine obersten Stockwerke sind jedoch nicht mehr vorhanden. Im Inneren ist ein halbkugelförmiges Gewölbe zu erkennen. Der Wachturm dürfte aus dem 14. Jahrhundert stammen, so wird er z. B. in einem Dokument aus dem Jahr 1385 erwähnt.

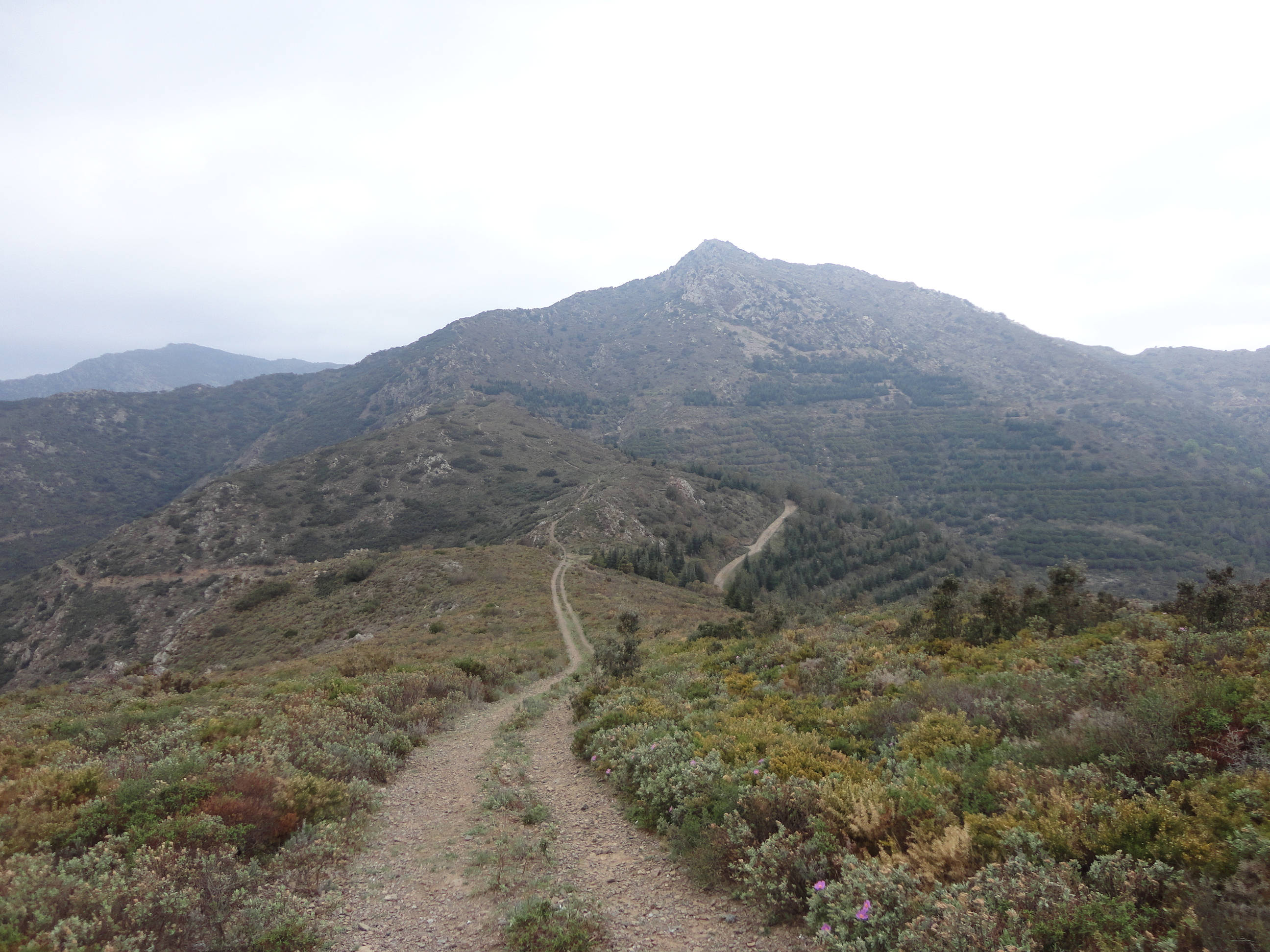
Wanderweg zum Puig Querroig, Blick nach Westen
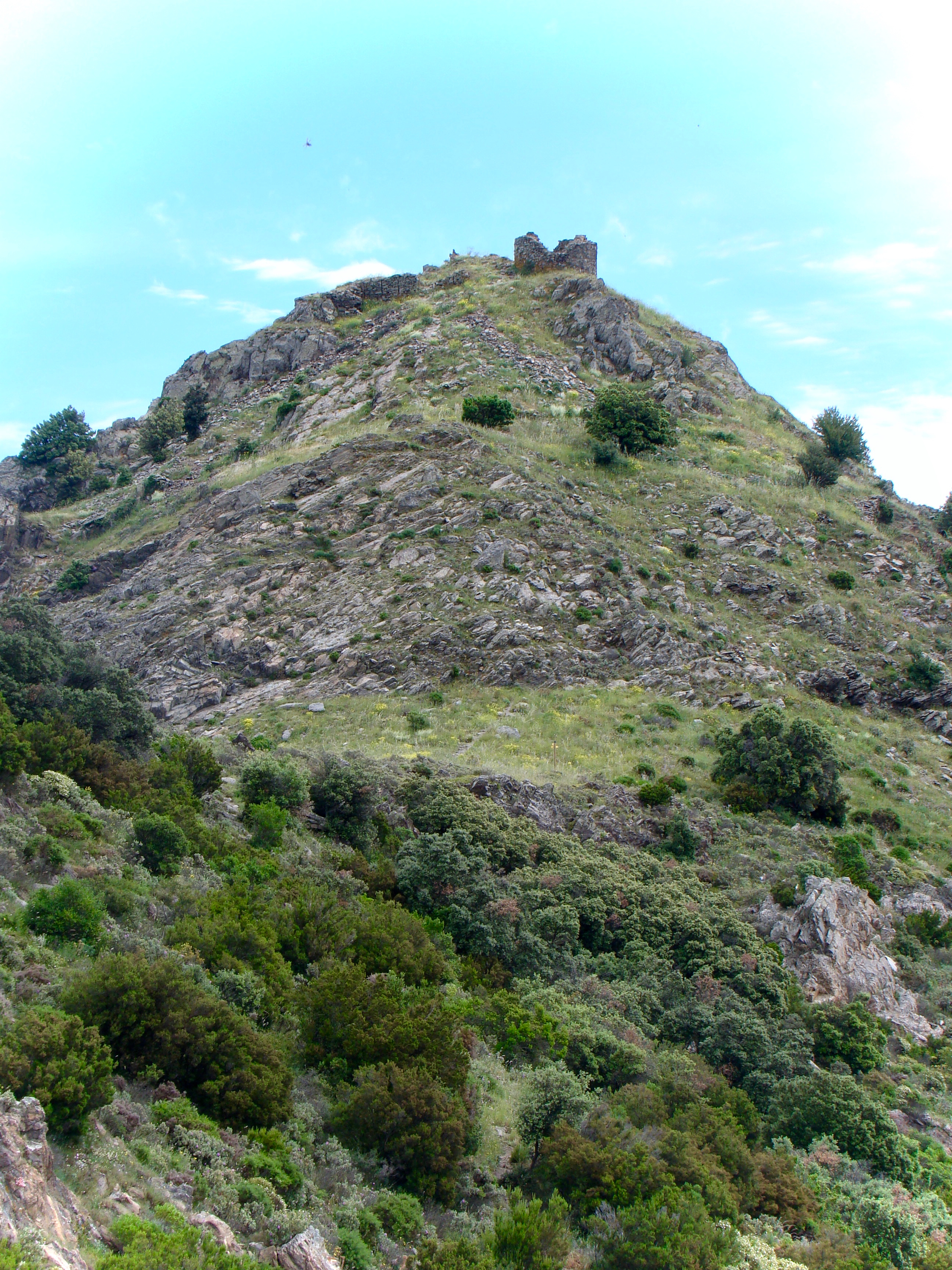
Gipfelaufbau
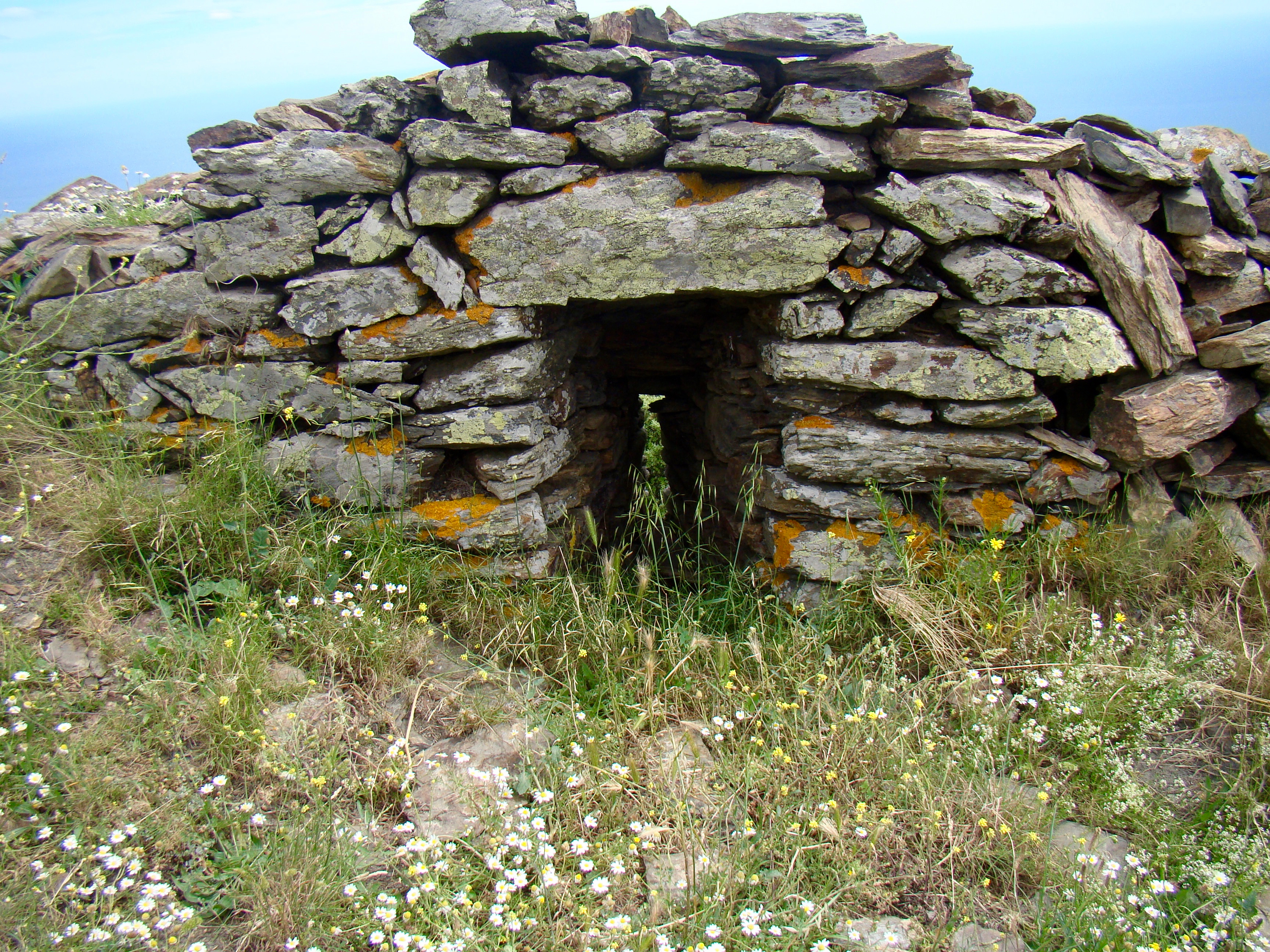
Schießscharte
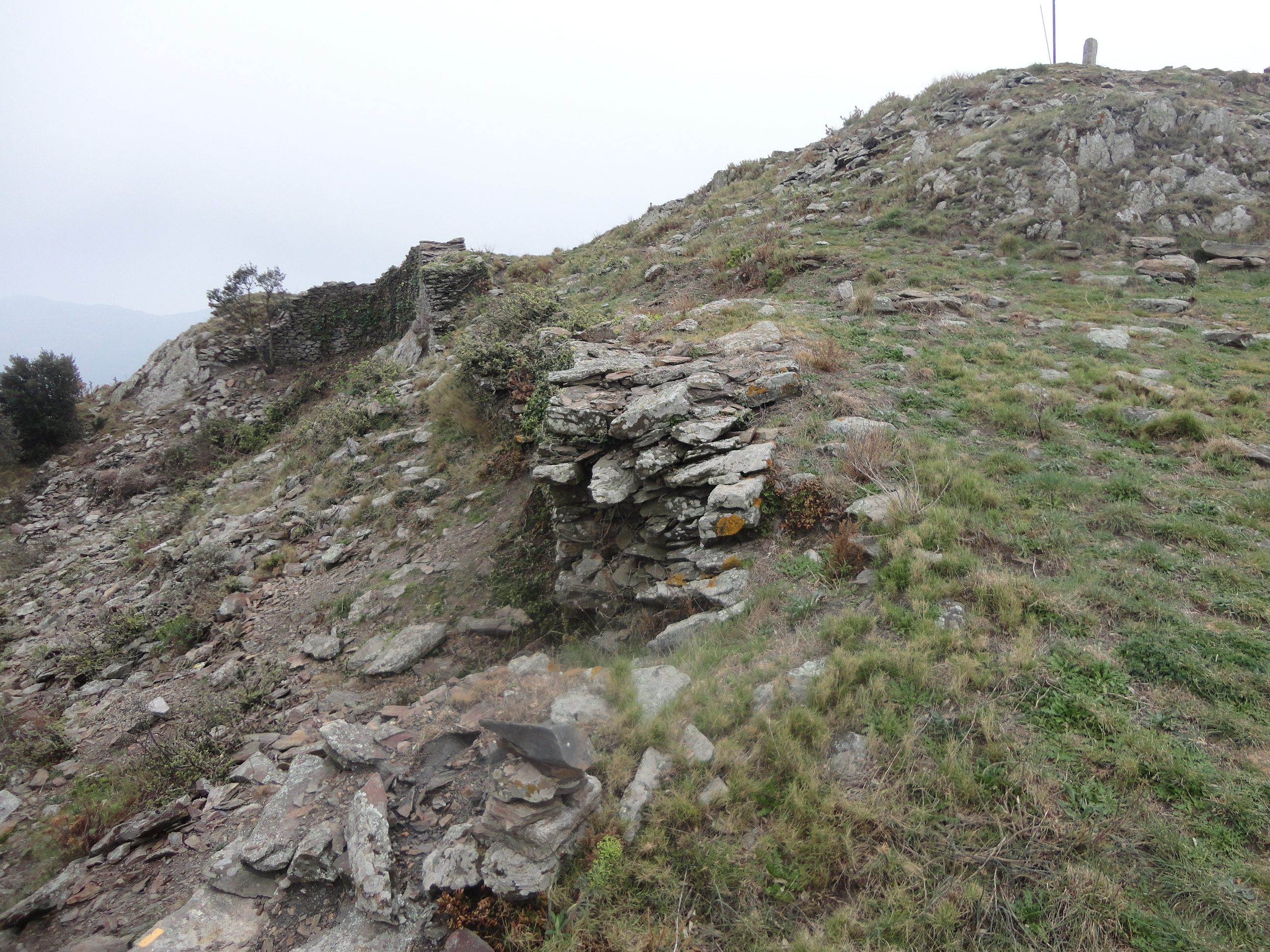
Mauerwerk